# Общедоступный компьютер
Общедоступный компьютер (или компьютер общего доступа) — это любой из компьютеров, доступных в общественных местах или учреждениях. Некоторыми местами, где они расположены, являются библиотеки, школы или правительственные учреждения.
Общедоступные компьютеры имеют те же аппаратные и программные компоненты, что и персональные компьютеры, однако роль и функции общедоступного компьютера совершенно иные. Компьютер общего доступа используется множеством разных в течение дня. Такой тип компьютера также должен иметь повышенную степень защищённости от различного рода злоупотреблений. Пользователи обычно не имеют права устанавливать программное обеспечение или изменять настройки системы. Персональный компьютер, напротив, обычно используется одним ответственным за него пользователем, который может настроить поведение машины в соответствии со своими предпочтениями.
Компьютеры общего доступа часто снабжены такими инструментами, как система резервирования ПК для регулирования времени использования и уровня доступа.
Первым в мире общедоступным компьютерным центром был Marin Computer Center в Калифорнии, основанный Дэвидом и Энни Фокс в 1977 году.

## Киоски
Киоск — это особый тип общедоступного компьютера, использующий модифицированное программное и аппаратное обеспечение для предоставления услуг только в том месте, где находится киоск. Например, киоск для продажи билетов в кино можно найти в кинотеатре . Эти киоски обычно находятся в защищённом браузере без доступа к рабочему столу. Многие из этих киосков работают под управлением Linux, однако часть банкоматов и других видов киосков связанных с денежным оборотом, до сих пор продолжают работать под управлением Windows XP .

## Общественные компьютеры в США

### Библиотечные компьютеры
В Соединённых Штатах и Канаде почти во всех публичных библиотеках есть компьютеры, доступные посетителям. Некоторые библиотеки устанавливают ограничение по времени для пользователей, чтобы гарантировать доступ другим пользователям, и таким образом снизить нагрузку на библиотеку. Пользователям часто разрешается распечатывать документы, созданные с помощью этих компьютеров, часто бесплатно, иногда за небольшую плату.

### Школьные компьютеры

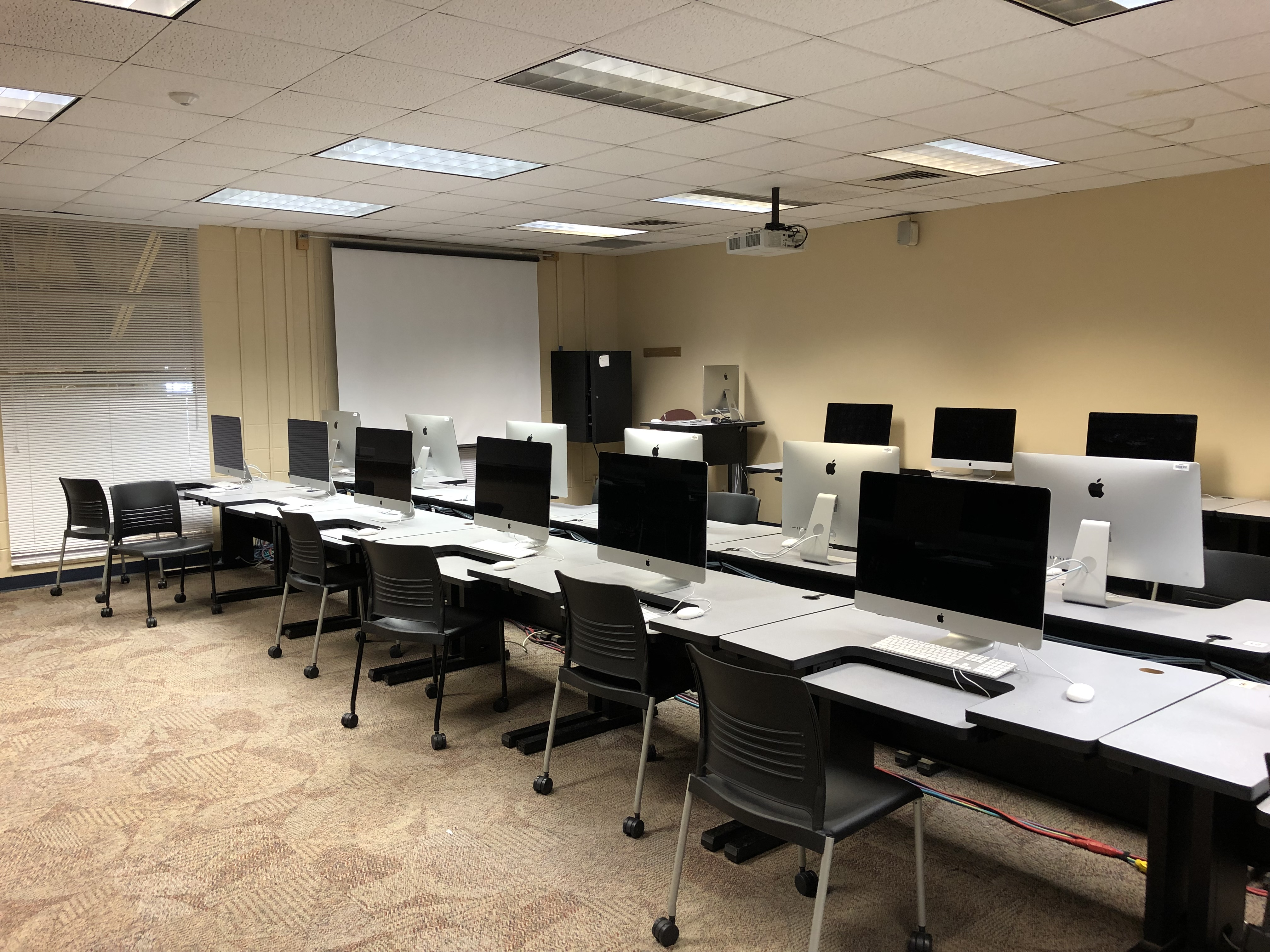
Университетский компьютерный класс.

Правительство США выделило деньги многим школьным советам на покупку компьютеров в образовательных целях. В школах может быть по несколько компьютерных классов, в которых есть компьютеры для использования учащимися. Обычно на этих компьютерах есть доступ в Интернет, но некоторые школы устанавливают службу блокировки, чтобы ограничить веб-сайты, к которым учащиеся могут получить доступ, оставляя доступ только к образовательным ресурсам, таким как Google Scholar . Помимо контроля контента, который просматривают учащиеся, установка этих блокировок также может помочь обеспечить безопасность компьютеров, предотвращая как случайную, так и намеренную загрузку учащимися вредоносных программ и других угроз. Однако эффективность таких систем фильтрации контента сомнительна, поскольку её можно легко обойти, используя прокси-сервера, виртуальные частные сети (VPN), а для некоторых систем безопасности достаточно лишь знать IP-адрес предполагаемого веб-сайта, чтобы обойти фильтр.
Школьные компьютеры часто имеют расширенную систему безопасности в операционной системе для предотвращения нанесения ущерба технически подкованными учащимися (например, редактор реестра Windows и диспетчер задач и т. д. могут быть отключены на компьютерах с Microsoft Windows) . Школы с очень продвинутым уровнем технического развития также могут заблокировать BIOS / прошивку или внести изменения на уровне ядра в операционную систему, исключая возможность любой несанкционированной деятельности.